# Mieczysław Gostomczyk
Mieczysław Gostomczyk (ur. 24 grudnia 1930, zm. 5 czerwca 2024) – polski inżynier chemik. Absolwent z 1966 Politechniki Wrocławskiej. Od 1987  profesor na Wydziale Inżynierii Sanitarnej (od 1990 r. Wydziale Inżynierii Środowiska) Politechniki Wrocławskiej.